# Лулуа
Лулуа (фр. Lulua) — провінція Демократичної Республіки Конго.

## Географія
До конституційної реформи 2005 року Лулуа була частиною колишньої провінції Західне Касаї. Адміністративний центр - Кананга. Провінція розташована на північний захід від річки Лулуа.
Населення провінції — 2 976 806 чоловік (2005) .

## Адміністративний поділ

### Місто
- Кананга

### Території
- Демба[en]
- Дібайа[en]
- Дімбеленге
- Казумба [en]
- Луїза